# Iceman (film, 2014)
Pour les articles homonymes, voir Iceman.
Pour plus de détails, voir Fiche technique et Distribution.
Iceman (冰封俠: 重生之門, Bīng Fēng : Chóng Shēng Zhī Mén) est un film sino-hongkongais réalisé par Law Wing-cheung (zh), sorti en 2014.
Il mélange les genres du film d'action, de la comédie et du film d'époque.

## Synopsis
Au temps de la dynastie Ming, Ho Ying, guerrier de l'empereur, se fait accuser de haute trahison. Un combat commence alors en pleine montagne, mais une avalanche l'emporte et le retient sous la neige avec ses adversaires. Ceux-ci se réveillent 400 ans plus tard à Hong-Kong. Ils sont confrontés à la modernité, mais poursuivent leur combat...

## Fiche technique
- Titre : Iceman
- Titre original : 冰封俠: 重生之門 (Bīng Fēng : Chóng Shēng Zhī Mén)
- Réalisation : Law Wing-Cheong
- Scénario : Mark Wu, Lam Fung et Shum Skek-Yin
- Distribution : China 3D Digital Entertainment
- Pays d'origine : Hong-Kong, Chine
- Langue : mandarin, cantonais
- Genre : action, comédie, science-fiction
- Durée : 104 minutes
- Dates de sortie : 25 avril 2014

## Distribution
- Donnie Yen (VF : David Manet) : Ho Ying
- Wang Baoqiang (VF : Pierre Le Bec) : Sao
- Huang Shengyi (VF : Maia Baran) : May
- Simon Yam : Cheung Yat-Ming